# Оргія мерців
«Оргія мерців» — нерейтинговий фільм 1965 року, знятий Стефаном С. Апостолофим під псевдонімом Ей. С. Стівенс за сценарієм Еда Вуда. Це є поєднання горрору та еротики, й перехідним для Вуда, який починав свою кар'єру як сценарист горрор-фільмів, а пізніше став писати сценарії до порнофільмів. Вуд також написав літературний роман з тією ж назвою.

## Сюжет
Сцена прологу фільму на цвинтарі є відтворенням початкової сцени з відзнятого 1958 року, але на той час ще невиданого фільму Еда Вуда Ніч упирів. Крісвелл повторює свою роль з раннього фільму. Дія розпочинається з того, що молода пара, Боб (Вільям Бейтс) та Ширлі (Пет Беррінґтон, в титрах зазначена як Пет Беррінджер) потрапляє в автомобільну катастрофу лише заради пошуку себе зв'язаними в затуманеному цвинтарі, де вони змушені дивитися на танці мертвих духів для Імператора Ночі (Крісвелл). 10 сцен стриптизу напівоголеними танцівниками, які роздягаються просто на могилах під різні мотиви, складають більшу частину цього фільму. Людина-вовк (в звичайній масці) та Мумія беруть участь в комічній сцені. Беррінґтон також грає роль Золотої Дівчини (натхненної Ширлі Ітон з Ґолдфінгеру), поки персонаж Ширлі спостерігає за її виступом. Роль дружини-зомбі Крісвелла, сексуальної Чорної Вампірки, було написано для Майли Нурмі (відомої як Вампіра), але її зіграла Фавна Сільвер, якій довелося надягнути пишну чорну перуку.
Вуд був сценаристом, директором, агентом з підбору акторів й навіть суфлером в цій малобюджетній стрічці, але не був режисером. Статтю про процес створення цього фільму було опубліковано в журналі Femme Fatales, 7:1 (червень 1998).